# Большой Луг (Иркутская область)
Большо́й Луг — село (в 1958—2019 гг. — пгт) в Шелеховском районе Иркутской области России. Административный центр Большелугского муниципального образования.
В селе— железнодорожная станция Большой Луг Восточно-Сибирской железной дороги на Транссибирской магистрали.Также там есть школа номер 8 и физкультурно-оздоровительный комплекс.

## География
Расположен на реке Олхе, в 20 км к югу от районного центра — города Шелехова.

## История
Населённый пункт основан в 1932 году.
В 1949 году введена в эксплуатацию железнодорожная станция Большой Луг.
Статус посёлка городского типа Большой Луг имел с 1958 года до 2019 года.

## Население
| 1959  | 1970  | 1979  | 1989  | 2002  | 2009  | 2010  |
| ----- | ----- | ----- | ----- | ----- | ----- | ----- |
| 7261  | ↗8212 | ↘6351 | ↘5332 | ↘4508 | ↗5421 | ↘5015 |
| 2011  | 2012  | 2013  | 2014  | 2015  | 2016  | 2017  |
| ↗5036 | ↗5085 | ↗5151 | ↗5218 | ↗5260 | ↗5322 | ↗5366 |
| 2021  |       |       |       |       |       |       |
| ↘4472 |       |       |       |       |       |       |

## Экономика
Железнодорожная станция. Часть населения работает на предприятиях Иркутска и Шелехова.